# DARK EDGE
『DARK EDGE』（ダークエッジ）は相川有による漫画作品。表紙は単色、背表紙には漫画内のセリフの一部が書かれていて、ホラー仕立てになっている。ドラマCD化もされた。

## あらすじ
高城九郎は母親の死と同時に現われた父親からの使いであるという天野という男性に四辻学園に連れて来られる。父親はこの学校の理事長だということで高城九郎は四辻学園に転入することになる。まず佐藤という教師から校則で日没後の四辻学園に居残ることは禁じられていると言われる。日没後の四辻学園に居残ってしまった高城九郎とクラスメイトは人間ではなくなっていた四辻学園の生徒岡元と対峙する。

## 作中用語
四辻学園
病院跡地を買い取られ作られた新設校。偏差値不問、学費格安。カリキュラムは独自の物を採用しており自由な校風が特徴。校章は十字をあしらったものとなっている。学園の敷地は高い塀に囲まれ、日没以降、生徒が校内に残ることは禁止されている。
作られた本当の目的は、不死族の王レメクが残りが少なくなった不死族を結界の中に囲い込んだ避難所。不死族を人間と共存させるために作られたものであり、生徒は全員素質者で、人間と共存できそうな不死族を教師にしている。
不死族(ノスフェラツ)
人間に擬態した化け物。人間を捕食するが、人間しか食べられない訳ではない。ただ、味覚が人間とは異なり、人間の食べ物を不味く感じる。
その能力は様々で、人間を超える怪力、用途に応じて肉体を変化させる、結界を張る、嗅覚などの五感が優れている、他の動植物と同化する等。力が強いためか不器用な傾向がある。
強力な再生能力を持ち細胞単位で生きているためそうそうの事では死なないが、身体の大半を失うなど再生不可能な状態になる事が不死族としての死である。同族殺しはタブーであり、イビルジーンの本能によりする事が出来ない。
素質者の体内に劣化していないイビルジーンが入ることによって不死族に生まれ変わる。生殖活動はしないので精子などは存在しない。
人間のように考え行動しているように見えるが、イビルジーンの本能に従い性格は好みの人間を捕食するのに有利なように形成される。好みは人間時代の経験と親の好みが影響する。不死族の世代によって親の影響が異なり、王に近いほど不死族的で、末端にいくほど人間味が強い。同族であろうと自分のイビルジーンの系譜以外の者の死には関心がない。フェロモンで相手から寄ってくるため、不死族として力の強い者ほど捕食対象にこだわり、弱い者ほど相手を選ばない。
不死族には王(キング)が存在し、現在の不死族は園部以外すべてレメクの子供たちである。
思考や行動はイビルジーンに支配されているが、佐藤が教師の役割を気に入り生徒を助ける、上津加が絵美を守るなど、イビルジーンの本能だけでは説明のつかない行動も見られる。
シード
人間を不死族の王たらしめるもの。種子のような形状で、所有者の体内に存在する。普通の人間はシードに耐えられず、体内に入りしばらくすると死ぬ。シード所有者が死亡すると種子から体内に根を張り、数年後に王として復活する。その際には、体内のシードが破壊されていないことが条件となる。王は不死性を獲得するが、シードを体内から取り出されると死亡する。男性の王は新しい眷属、不死族を生み出す能力を持つが、女性の王は不死族を作らず男性の肉体を使い生まれ変わる。
作品中ではレメクが保持しており、自分の子供達にシードを受け継がせていた。シードには雄型と雌型があり、受け継がされた子供は男女の双子で生まれる(堕胎は出来ない)。まだ胎児であった時に、双子の姉が死去してしまった高城九郎のみ、二つ合わさった完全なシードを受け継いだ。
シード所有者が指輪を付けた状態でイビルジーンを受け取ると、王になれない代償として強力な不死族になる。
シードを持って生まれた者は初めから王となるべき身体で生まれる。そのため不死族になっても王としての特徴を持ち合わせる。雌雄二つ合わさった完全なシードは、死亡しても王にならず人の体をすり抜け、親から子へと受け継がれる。
人間だった頃の園部、エステルが発見した際はイチジクの実のような形で5つ木に生っていた。大地から養分を吸い尽くし回りを荒野にしたという。木は実を採った際に消えた。
使い魔
シード所有者の母親が死ぬと出現する守護者。形態は多様で、生まれた時から成体の姿をしている者もいれば、ポチのように幼体から成長するものもいる。シード所持者の死に際して大きく成長する。主人に忠実で、使い魔によって性格が異なる。
契約の指輪
レメクがシードを持った子供たちに合わせ自分の足の指を使って作った指輪。はめるとシードが持っているイビルジーンへの守護の力が封じられる。王、または不死族になるか、レメクが死んで壊れるまで外れなくなる。
イビルジーン
不死族の体内にあるウイルスのようなもので、不死族の存在の根源。素質のある者が感染すると不死族になる。
素質のない者にイビルジーンを与えると、イビルジーンを排出しようとし体中の細胞が破壊され、死に至りゾンビとなる。死んだ者にイビルジーンを与えてもゾンビになる。素質者ならば不死族となるが、イビルジーンは世代を経るごとに劣化し、力を失っていく。劣化したイビルジーンを素質者が取り込むとキャリアといわれる超能力者になり、不死族に対抗する力を持つ。
ナクティスが生まれ変わる為に男の体を使う時は感染する事はない。
ゾンビ
不死族に食われた人間の成れの果て。死体にイビルジーンを加える事でも作れる。生前の技能は受け継がれ、さらに親の特性も加えられる。
最初は普通の人間と変わらないが、段々と呂律が回らなくなり、行動からも生気が失われてゆく。細胞がイビルジーンの本能に従っているだけなので、バラバラにされても土屋が修理すれば元通りになる。素質者のゾンビは通常と異なり、若干ながら不死族のように思考などができる。ゾンビは上位の不死族を恐れ、親不死族に従順である。
深谷は人間を食べないが繭で包み殺す事で土の身体を持ったゾンビを作り出していた。このゾンビはイビルジーンの本能にのみ支配されている訳ではなく、イメージによって自在に姿形を変えられるためか自意識が増大していた。
雌シードは不死族を作り出さないため、園部が殺したゾンビから感染して不死族が生まれるかは不明。園部の前の姿、奈美であったころ食べた人間は、ミイラのような姿で死んだとしか語られていないため、必ずしもゾンビ化する訳ではない可能性もある。確認されている園部のゾンビは素質者である加藤のみである。
人間社会に溶け込む不死族にとって、捕食をする度に出来てしまうゾンビはその不自然さから悩みの種であった。上位の不死族は死肉処理用のゾンビ、屍肉喰い(スカベンジャー)に食べさせる事で処理していた。
素質者
イビルジーンを受け入れられる素質を持った人間。古くはその数も少なく、社会不適応者のような者ばかりであったが、近年では性格に関わらずその数が増え、若い世代においてはほとんどが素質者となっている。
キャリア
不死族になることもなく、人間の意志を持ったまま不死族を殺すための特殊能力を身につけた人間。劣化したイビルジーンが素質者に入る事でキャリアとなる。強力なイビルジーンならキャリアを生み出す事はない。特殊能力は親に当たる不死族によって異なり、火を出せるようになる、夜だけ身体能力が上がる、電気を発せられるなどである。殺せるのはあくまでイビルジーンでありシードを持つ者は殺せない。キャリアの炎は通常の物と異なり火が付きづらい。
不死族狩り
1980年代、キャリア達が能力を駆使して世界中の不死族が狩られ数が激減した事件。その真相は、イビルジーンの劣化を知ったレメクが不死族の生き残りのために行った、人間社会に適合できる不死族の選別であった。キャリアに不死族の情報を教え、自らも室井と同行するなどして行われていた。室井以外の不死族狩りの役目を終えたキャリアたちは全員始末された。
墓場
学園の敷地内にある。夜になるとゾンビが戻っていく場所。レメクが王となった地の土を持ってきてあり、不死族の傷を癒す効果がある。学園に運動場がないために墓地の外れの森にサッカーゴールが設置されていたりする。
地下
地下1階はロッカールーム、地下2階は体育館、シャワールームとなっている。昇降口から行く事も出来、体育館に通じている。体育倉庫に当たる場所に忘却の棺が設置されている。
最下層には地下墓地があり、再起不能となった不死族達がいる。レメクの部屋への唯一の道であり、ここにいる不死族はそれを守る役割も兼ねている。地下への階段は通常、赤の天使の結界によって許可された者以外いくら進んでも堂々巡りとなって行く事が出来ない。昼間は階段すらなくなるため一般の生徒には存在を知られていない。
忘却の棺
人間だったレメクが死に、不死族の王になるために入っていた棺。レメクが甦ったのちはどういう経緯か、松平が人間を恐れ入っていた。寿命のない者は入れず、入った人間は3日もすればすべての人から忘れられてしまう。入った人間の寿命が尽きると再び松平が入る。松平が入っている時は中から引きずり込む事が出来るが、中に人間が入っている時は他の人間が身代わりとして棺を開けて入らない限り出られない。
棺の中は精神世界とも言えるものになっており、他人の夢に干渉したり、時折外の世界の様子が分かったりする。
白右が入っていた棺も同様の物と思われ、王として復活するまで外の様子を見ていた。
日本刀
キャリアの炎で鍛えられた日本刀。刃がなく普通の物は切れないがイビルジーンのみ斬る事ができる。シードにはキャリア同様効果がない。遠山親子の墓石に隠されていた。遠山から赤坂に渡され使われる事になる。不死族狩り当時はレメクが使用していたもので、その経緯は幻覚によって室井が仲間たちを皆殺しにした物と同一と思われる。

## 登場人物

### シード所有者
高城 九郎(たかぎ くろう)
主人公。母親の死後、父親と名乗るレメクに呼ばれ四辻学園に転校する。幼い頃から末未の存在を感じ取り、暗いところを怖がる。臆病で優柔不断な傾向にあるが、心優しく仲間想いで、いざと言う時に決断できる強い意志も併せ持っている。人間と不死族の共存を模索していく。母子家庭で育ったためか多少マザコンの気がある。レメクの用意した高級ホテルで暮らしており、仲間たちが寝泊りする事も。羨ましがられるが本人はホテル暮らしに馴染まないでいる。
ポチ
声：高戸靖広
高城九郎の使い魔。この漫画のマスコット的存在。九郎の体内で便利道具を作って持ってくる。小さな鏡から身体を出しており、状況に応じて鏡の中に入る事ができる。人の死を見たがったり、無邪気で残酷な性格をしている。干からびて身体が崩れ鏡のみになるも、成長して再び現れた。九郎が麻央のシードと一つになった時に生まれた当初の姿に戻ったため、雌シードが干渉していたようである。
遠山 麻央（とおやま まお）
九郎のクラスメイト。四辻学園内に暮らしている。初めは兄に瓜二つの九郎を苦手としていたが、シードの本能で好意を持つようになる。雌シードとしてレメクより高城を選びシードを高城に渡す。足が速く、ネフェルティで戦うなど、運動神経に優れている。最後まで契約の指輪をはめる事はなかった。中学時代、白右に恋心を抱いており、白右と母が心中してしまった事がトラウマとなっている。王として甦った白右には複雑な感情を抱いている。小学校の頃にピアノの習い事をしていたらしい。
ネフェルティ
遠山麻央の使い魔。身体を自在に変化でき、剣になったりテントのようになりテリトリーを張ったりできる。しかしシードの力はシードに対してのものであるため、不死族に対してはあまり効果的ではない。
伊勢 鉄三（いせ てつぞう）
九郎のクラスメイト。自己中心的で傲慢。以前は継子とバンド活動をしていた為、同学年の女生徒にファンがいるほど人気がある。母親がレメクの選んだ女性ではないので、シードとしては弱い。古林マリと付き合っているが本心では継子に屈折した愛情を抱いている。病院生活を送る継子を助ける為に不死族になろうとし、最終的には佐藤のイビルジーンを受け継ぐ形で不死族になり、第一世代にも匹敵する力を得た。
伊勢 継子（いせ つぎこ）
鉄三の姉。作曲の才能がある。四辻学園に通う予定であったが、白血病のため病院で入院生活を送っている。鉄三が預かったポチから話を聞かされ会ったことのない九郎に恋をする。鉄三とは違い以前から室井と面識を持っていたようである。鉄三のことはあくまで兄弟としか見ておらず、彼からの愛情を拒絶している。伊勢のイビルジーンを受け継ぎ不死族になる。不死族としても雌シードとしての性質からか、テリトリーに違和感を持っていた。
遠山 白右（とおやま しろう）
麻央の兄。九郎と瓜二つ。母親と共に飛び降り自殺したが、不死族の王として四辻学園でよみがえる。不完全な状態で目覚めさせられたので、不死族を創ることができない。睦月&那々を使いレメクを殺そうとするが失敗、全身に九郎のシードの力を受けボロボロになり、吉国に心臓を渡し消滅する。生前は親の愛を受けず育ったため、人の心が分からず本ばかり読む閉鎖的な少年であった。麻央には特別な感情を抱いていたが、王となってからはどうでもよくなる。人をフルネームで呼ぶ傾向がある。
高城 末未（たかぎ すえみ）
胎内にいるときにすでに死亡。精神だけは九郎の中で生き続けた。忘却の棺から九郎を助けるため消滅する。
睦月&那々（むつき&なな）
胎内にいるときに母親と共に死亡。四辻学園の地下墓地で封印されていたが白右の手によって解かれる。胎内にいるときに死亡したので使い魔と一体化している。

### クラスメイト
赤坂 未紀（あかさか みき）
声：根谷美智子
気が強く姉御肌。中学で留年している為九郎達より一つ上。九郎に好意をもっている。親友の岡元が土屋に食い殺されている為イビルジーンを拒絶してキャリアにならなかった。キャリアではないので、キャリアの性能を持つ日本刀を振り回し戦う。留年の理由は岡元とともにお互いの家で暴れるといった非行をしていたためで、現在は姉と二人暮し。
吉国 紘一（よしくに こういち）
声：松野太紀
非常時になると、危険を好み我を忘れる。岡元からイビルジーンを受け取り火を操るキャリアの能力を得る。遠山白右と出会い一時期九郎たちとは別行動を取るようになる。自分たちがもし普通の学校で出会っていたらどうなっていたかを知るため、学園を壊して本当の自由を獲得しようとする。遠山白右から王の心臓を託される。
室井も同じく炎を操るが、二人とも感染したのが土屋のイビルジーンであるために同一の能力を得るに至ったと思われる。
清水 朗実（しみず あきみ）
声：栗林みえ
天真爛漫で少々天然。土屋からイビルジーンを受け取りキャリアになる。キャリアの能力は怪力だが不死族に憧れているためか他の二人と違いイビルジーンを破壊する力はない。土屋に憧れている。さびしがり屋で人間、不死族に関わらず目の前にいる相手がいなくなることを恐れている。いつも服にお菓子を忍ばせている。母子家庭で料理が趣味。
西脇 類（にしわき るい）
ハーフで色黒の優等生。松平からイビルジーンを受け取りキャリア能力を得る。キャリアの能力はイビルジーンを破壊する両腕で、夜になると松平と同じ印が浮き出る。初めは吉国と同じく夜の学園を楽しんでいたが、自らの手で松平を殺した事をきっかけに壊れていく学園に心を痛め、不死族との共存が出来るのではと思うようになる。よく気絶する。マッピングマニア。母親が単身赴任で家を空けがちなのを不満に思っている。

### 四辻学園職員（不死族）
レメク
四辻学園の理事長で、シードの持ち主であると同時に不死族の現在の王でもある。高城九郎と遠山麻央の父親だと名乗る。不死族狩りをしていた頃の姿は九郎や白右と瓜二つ。不死族狩り当時は同族殺しが出来ない為、キャリアの炎で鍛えられた日本刀を使っていた。不死族がイビルジーンの本能に従うのとは違い、レメクはシードの本能に従って動いている。ネーミングセンスがなく、シード達の名前を決めるのに苦慮していた。
人間だった頃は奴隷で、主人の農場が盗賊に襲われ天涯孤独となる。エステルと出会い荒野を放浪し、死にかけた末にシードの実を口にし人として死亡する。
トンビ
レメクの使い魔。レメクがシードを口にしてすぐ死亡したためか、生まれたばかりにも関わらず成体であった。ナクティスのシードがレメクに脅威ではない事を確認して消滅する。
校長
声：郷里大輔
レメクによって創られた最初の不死族第一世代。人間の記憶を消去したり五感をハッキングするなど、その能力は多岐にわたる。捕食時に人の存在全てを食らう為、不死族やゾンビを創れない。体内は無限の空間となっており街ごと飲み込んだ事もあるという。レメクに絶対の忠誠を誓っており、その為す事すべてが正しいと信じている。
佐藤（さとう）
声：置鮎龍太郎
国語教師。吸血系不死族で第二世代。自分に心を許しきった人間を捕食対象としているため、生徒には手を出さないよう自制している。現存する不死族野中でも、同族を創りだせる唯一の存在であり、伊勢鉄三を不死族にした。親の影響で髪の色が変わったらしい。人間と分かり合えるのではないかと問う西脇に対し、その考えこそ傲慢なのだと突き放しつつ崩れゆく校舎から助けた。人間だった頃は宣教師のスペイン人で子ども好きな性格であったらしい。赤子となった深谷の面倒を見ていたため、生徒からは深谷とデキていたと勘違いされる事もあった。
土屋（つちや）
声：子安武人
生物教師。ルー・ガルーによって不死族になった末端不死族。主食は人間の臓物。自分の欲望に忠実でよく生徒を手にかける。手先が器用という意外な一面がありゾンビの修理改造をしている。不死族としての名はジョン・ガルー。高城のテリトリーに入れられ人を殺せなくなる。伊勢が不死族になるまでは最後に生まれた不死族であり、最弱。おしおきとして佐藤に限界まで痛めつけられた事もあった。その後4階の隠し部屋で墓場の土を入れた棺で身体を癒した。人間だった頃は肉屋の息子で家庭環境に馴染めず、女性ばかりを狙った殺人鬼だった。
深谷（ふかや）
声：西川宏美
色黒の保険医。レメクによって創られた第一世代10番目の不死族。人を食う欲を持たない。抱擁セラピーは生徒たちに好評。生体エネルギーを吸収して相手のストレスを解消していた。重傷を負った赤坂を治すために力を使い子供の姿になる。吉国に燃やされ一時赤子の姿になるまで弱るが、伊勢の手から生体エネルギーを吸収し再び子供の姿になるまで回復した。
不死族になる前は神通力のある子供と崇められ小さな祠で暮らしていた。大人になり見捨てられ、レメクにこれ以上変わりたくないと願い不死族となる。
園部（そのべ）
数学教師。巨乳でスタイル抜群、フェロモンたっぷりな美女。男子生徒から絶大な人気がある。実は唯一レメクの血を引かない不死族で、人間の男の体を使って生まれ変わる。生まれ変わる際に記憶を失う。不死族としての名はナクティスで人間だった頃の名はエステル。実はシードの持ち主でレメクの片割れ。
人間だった頃は、集落ごと移動の途中居眠りして置いていかれ、行き倒れていたところをレメクと出会う。
松平（まつだいら）
歴史教師。レメクによって創られた第一世代11番目の不死族。人間が怖く素面では人前に出られず忘却の棺に閉じこもっている。棺の中にいる時は世界のすべてが見られる。実際に見てきた歴史を語るため、授業は勉強好きの生徒から好評だった。忘却の棺に囚われた高城を消滅させるため、西脇をキャリアにして自分と共に忘却の棺を破壊する。

### 墓場の不死族
ルー・ガルー
土屋の親。環境に馴染めずにいたジョンを不死族にした。口から入り内臓を食らう。地下墓地では死者達の代表のように振舞っていた。
赤の天使
佐藤の親。吸血一族の始祖であり第一世代。墓場に本体はありながら学園内であればどこでも現れる事が出来る。古いタイプの吸血鬼なため赤子の姿であるらしい。血を撒く事でどこでも結界を作る事が出来、五感操作を得意としている。

### その他教職員
宮田（みやた）
声：麻生智久
ゾンビ。C組担任。土屋が親。言動がおぼつかなくなっているが九郎が転校してくる前はある程度しっかりしていたらしい。吉国に壊されたため使い物にならなくなり、のちに墓地で吉国の炎で燃やされた。
名加山（なかやま）
ゾンビ。宮田が壊れたあとのC組担任。佐藤が親。金髪の綺麗な英語教師。生前は独身で親兄弟もいない孤独な身の上だった。白右の眷属になった時は明るくハキハキとした性格に変化した。

### 四辻学園関係者
天野（あまの）
高城九郎と遠山麻央の世話係。室井の別人格で老人となった姿である。朝になると天野に夜は室井になる。母親の葬儀の時初めて接した高城とは違い、小学校時代から遠山兄妹の世話をしていた。
室井 秀久（むろい ひでひさ）
伊勢継子&鉄三の父親だと名乗る。バイクの事故で死にかけている所をレメクに出会い、ジョン・ガルーのイビルジーンで吉国と同じ火を操るキャリア能力を得る。80年代レメクと共に不死族を殺して周っていた。レメクに操られ仲間を殺したことで不死族を恨み不死族を絶滅させようと画策する。実はシードを持つ子供達全ての父親。シードをその身体に入れたためか、夜は年を取らなくなった。

### その他生徒
岡元 香奈（おかもと かな）
声：前田愛
C組生徒。赤坂とは幼馴染みで親友であったが、土屋に食われゾンビにされる。捕食細胞を切り離し襲い掛かるなどして不死族たちを驚かせた。
加藤（かとう）
A組生徒で、炎のランナー君というあだ名がついていた。園部に食われゾンビとなる。焼却炉で燃やそうとしたためか、消火後も燃えていたり火を吐いたりする。突き刺したネフェルティが逆に火傷を負って変身が解けてしまうなど、イビルジーンの世代的にも非常に強力なゾンビである。
菊池（きくち）
C組生徒。成績優秀。学園の秘密を探ろうと日没後の学園に居残る。学園を糾弾しようとするが、西脇と吉国に阻止され、監禁される。校長に記憶を消され学園を去る。
乃木 沙弥香（のぎ さやか）
A組生徒。外見にコンプレックスがあった。深谷によって土くれのゾンビとなる。生前は伊勢姉弟のファンとして清水と面識があった。
江田島 滋（えだじま しげる）
B組生徒。ごく普通の生徒で夜の学園に残る事はなかった。睦月と那々が出て来た穴にはまるなど、色々と災難に遭う。学園最後の日、閉まった門の前で待ち続けほぼ無関係の一般人ながら崩壊を見届けた。
藤巻 功（ふじまき いさお）
声：関智一
ドラマCDオリジナルキャラクター。C組生徒。ドラマCDにおける主人公。この世代では珍しい非素質者。委員長的気質でそれが原因でハブられた事がある。遺骨を備品として利用され、コミックスでも土屋が藤巻と書かれた骨格標本をおもちゃにしている。
宇津見 沙希（うつみ さき）
声：大本眞基子
ドラマCDオリジナルキャラクター。C組生徒。ドラマCDにおけるヒロイン。ゾンビとなったあとは田中として事務員の仕事が与えられた。
馬場 あやり（ばば -）
声：上原さやか
ドラマCDオリジナルキャラクター。C組生徒。藤巻とは中学が同じ。

### その他の人物
立花（たちばな）
吉国の中学時代のクラスメイト。いじめの対象であり、その鬱憤を放火で晴らしていたが吉国が消して回った為に歯止めが効かなくなる。吉国を脅すが通報されたため、焼身自殺を図るが未遂に終わり、医療少年院に収監されている。夜の学園に対し迷う吉国をたきつけ、その後の吉国の行動に影響を与える。
伊勢 倫子（いせ のりこ）
鉄三、継子の母親。若い頃は警官だったが、現在は保険の勧誘員。不死族狩りをする室井を追いかけていた為に巻き込まれた。
古林 マリ（こばやし -）
鉄三の恋人。お嬢様学校の生徒。鉄三とのデートでは奇天烈な格好も。鉄三には他の彼女がいるのではと内心不安に思っている。
智（とも）
皐の女将。天野、室井の素性を知る人物。九郎と麻央の弁当を作っているのは彼女。
遠山 亜紗子（とおやま あさこ）
白右、麻央の母親。故人。麻央曰く「心の弱い人」。白右に対してはいないものとして扱ったり辛く当たっていたらしい。中学に入る為のサイズあわせで白右の学生服姿を見てからは顕著となり、制服を切り裂くほどだった。心中前に麻央に語った言葉は、白右を異性として愛していたとも取れる内容であった。

### 不死族狩り当時の人物
上津加 直子（かみつか なおこ）
団山高校2年。ヤンキー。その正体は姥捨ての地の守り神と呼ばれた不死族。絵美と俊章を育てた。
香田 絵美（こうだ えみ）
団山高校2年。姥捨ての地の捨て子。愛人関係にあった中年の男がゾンビとして発見されたため不死族と疑われた。
俊章（としあき）
団山高校2年。姥捨ての地の捨て子。室井に幼馴染みの関係を壊されたくないと思っている。
秋山 みつる（あきやま -）
七聖女子大学の学生。英文科1年。童顔で背が低く、中学生に間違えられがち。ルームメイトの鈴香が帰ってこないので心配している。レメクの投げた日本刀により心臓を貫かれた。
安達 泪美（あだち るみ）
七聖女子大学の学生。史学科3年。目だけを食べる不死族。時代の最先端の女性を演じ続けてきた。格上の不死族を見分けられる。
安達 人美（あだち ひとみ）
七聖女子大学の学生。英文科2年。安達姉妹を名乗っているが不死族としては泪美の子供。格上の分からない末端不死族。
最後の不死族（さいごのノスフェラツ）
子供の姿をした、不死族狩り最後の不死族。第二世代。横のつながりのない不死族の中で不死族狩りを調べ、真実に最も近づいた。子供の精気を食べ、残った死体を腐る前に解体し母親のフリをさせたゾンビに食べさせていた。

## 単行本
- 1巻 閉じられた教室 ISBN 4-07-311295-3
- 2巻 夜の子供  ISBN 4-8402-1262-7
- 3巻 MISSING ISBN 4-8402-1471-9
- 4巻 未成年の庭 ISBN 4-8402-1618-5
- 5巻 四角い女 ISBN 4-8402-1771-8
- 6巻 黄昏教師 ISBN 4-8402-1939-7
- 7巻 絶対安全迷路 ISBN 4-8402-2052-2
- 8巻 3KINGS ISBN 4-8402-2186-3
- 9巻 新世界 ISBN 4-8402-2331-9
- 10巻 箱庭の戦争 ISBN 4-8402-2464-1
- 11巻 共喰う季節 ISBN 4-8402-2624-5
- 12巻 迷宮ドミノ ISBN 4-8402-2796-9
- 13巻 落日墓場(ラクジツグレイヴ) ISBN 4-8402-2979-1
- 14巻 白と黒のチャーム ISBN 4-8402-2978-3
- 15巻 宵闇のフロントライン ISBN 4-8402-3414-0

## CDドラマ
四辻学園の入学式から九郎が転校してくるまでを描く。
- 「DARK EDGE はじまりの予鈴 前編」 - 1999年12月15日発売 MMCC-0012
- 「DARK EDGE はじまりの予鈴 後編」 - 2000年2月16日発売 MMCC-0015